# Getto van Lublin

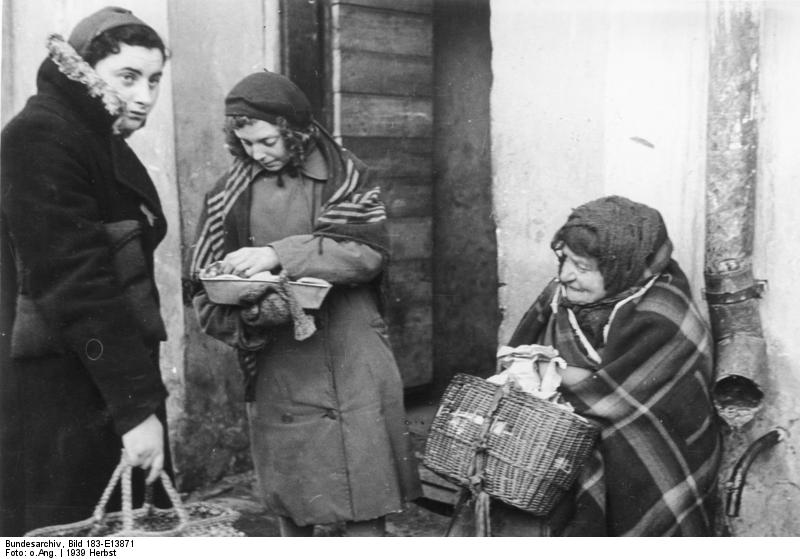
Joodse vrouwen in bezet Lublin, september 1939

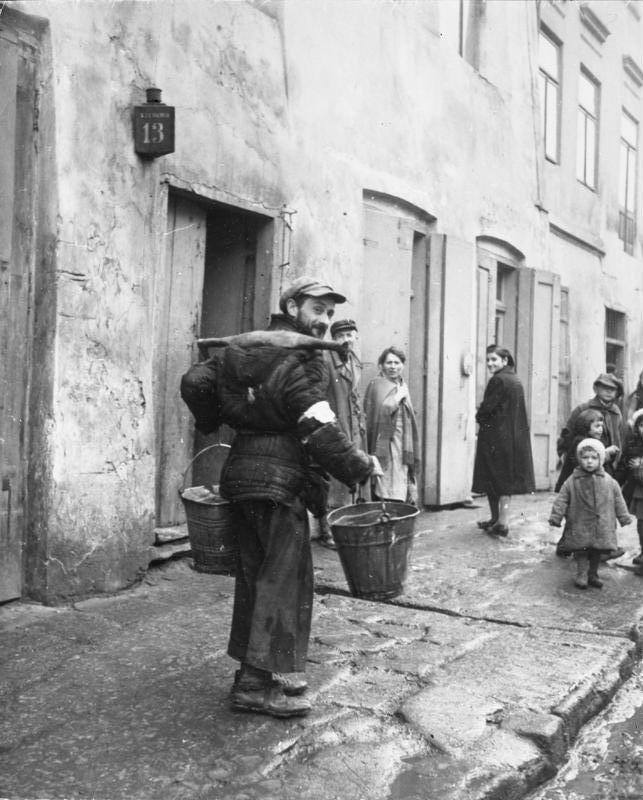
Een man die water draagt in het getto, december 1940

Het getto van Lublin in het Poolse Lublin was een Joods getto, opgericht door nazi-Duitsland tijdens de Holocaust in de Tweede Wereldoorlog. Hoewel de inwoners voornamelijk joods waren, waren er ook enkele Roma aanwezig in het getto. Het getto van Lublin werd opgericht in maart 1941 en was een van de eerste getto's in het bezette Polen dat geliquideerd werd. In november 1942 werden ongeveer 30.000 bewoners naar hun dood in het vernietigingskamp van Bełżec gebracht en ongeveer 4.000 andere naar Majdanek. De pagina over de Joodse Wijk (Lublin) gaat over de geschiedenis van deze wijk voor de Tweede Wereldoorlog.

## Geschiedenis
Al in 1940, nog voor het eigenlijke getto geopend was, begonnen de nazi's joden uit hun eigen woningen te zetten en te verhuizen naar een nieuwe buurt die speciaal hiervoor gebouwd werd. Tienduizenden joden werden in maart van dat jaar ook uit de stad verbannen naar de landelijke omgeving van de stad.
Het getto werd geopend op 24 maart 1941. Begin maart van dat jaar werd beslist dat de joden naar het getto zouden verplaatst worden. Het getto, het enige in het district, lag in de buurt Podzamcze, vanaf de Grodzkapoort (toen nog de Joodse Poort genoemd). De poort was de visuele scheidingslijn tussen de joodse en de niet-joodse buurt van de stad. Verschillende leden van joodse politieke partijen werden gevangengenomen in het kasteel van Lublin, maar zetten hun praktijken wel verder, zij het dan zonder meeweten van de nazi's.

### Opruiming van het getto
Bij de oprichting van het getto woonden er 34.000 joden en een onbekend aantal Roma. Nagenoeg niemand van hen heeft de oorlog overleefd. De meeste van hen, zo'n 30.000, werden gedeporteerd naar het vernietigingskamp van Bełżec tussen 17 maart en 11 april 1942. Dit was volgens een Duits quota om 1.400 joden per dag naar de kampen te sturen. De andere 4.000 mensen werden eerst verhuisd naar het getto van Majdan Tatarski (een tweede getto dat opgericht werd in de periferie van de stad) en werden ofwel daar ter plaatse vermoord of verzonden naar het vernietigingskamp van Majdanek. De weinige resterende bewoners van het getto van Lublin werden geëxecuteerd in de kampen van Majdanek of Trawnik tijdens Aktion Erntefest op 3 november 1943. Tijdens de opruiming van het getto schreef Joseph Goebbels, de minister van propaganda in nazi-Duitsland, het volgende: "De procedure is vrij barbaars en dient hier niet verder verduidelijkt te worden. Van de joden zal niet veel overblijven."
Na de opruiming van het getto lieten de Duitse autoriteiten gevangenen van het concentratiekamp in Majdanek onder dwangarbeid het gebied van het voormalige getto, samen met het nabije dorpje Wieniawa en de buurt Podzamcze, volledig ontmantelen en afbreken. Als een symbolische daad lieten de nazi's Maharams Synagoge opblazen. Op deze manier werden vele eeuwen van bewijsmateriaal aan de joodse gemeenschap en cultuur in Lublin verwijderd. In 1939 maakten joden nog een derde van de bevolking uit, maar na de oorlog bleef hier bijna niks meer van over.
Een paar individuen slaagden erin te ontsnappen aan de opruiming van het getto van Lublin en gingen naar het getto van Warschau, waar ze de verschrikkelijke verhalen over het lot van hun oude getto vertelden. Deze getuigenissen overtuigden sommige bewoners van het getto van Warschau in hun vermoeden dat de Duitsers het doel hadden om de gehele Joodse bevolking in Polen uit te roeien. Anderen daarentegen, zoals het hoofd van de Judenrat in Warschau Adam Czerniaków, verwierpen deze getuigenissen van massamoorden als "overdreven". In totaal overleefden amper 230 joden uit Lublin de Duitse bezetting.